# Tonne (marine)
Pour les articles homonymes, voir Tonne (homonymie).

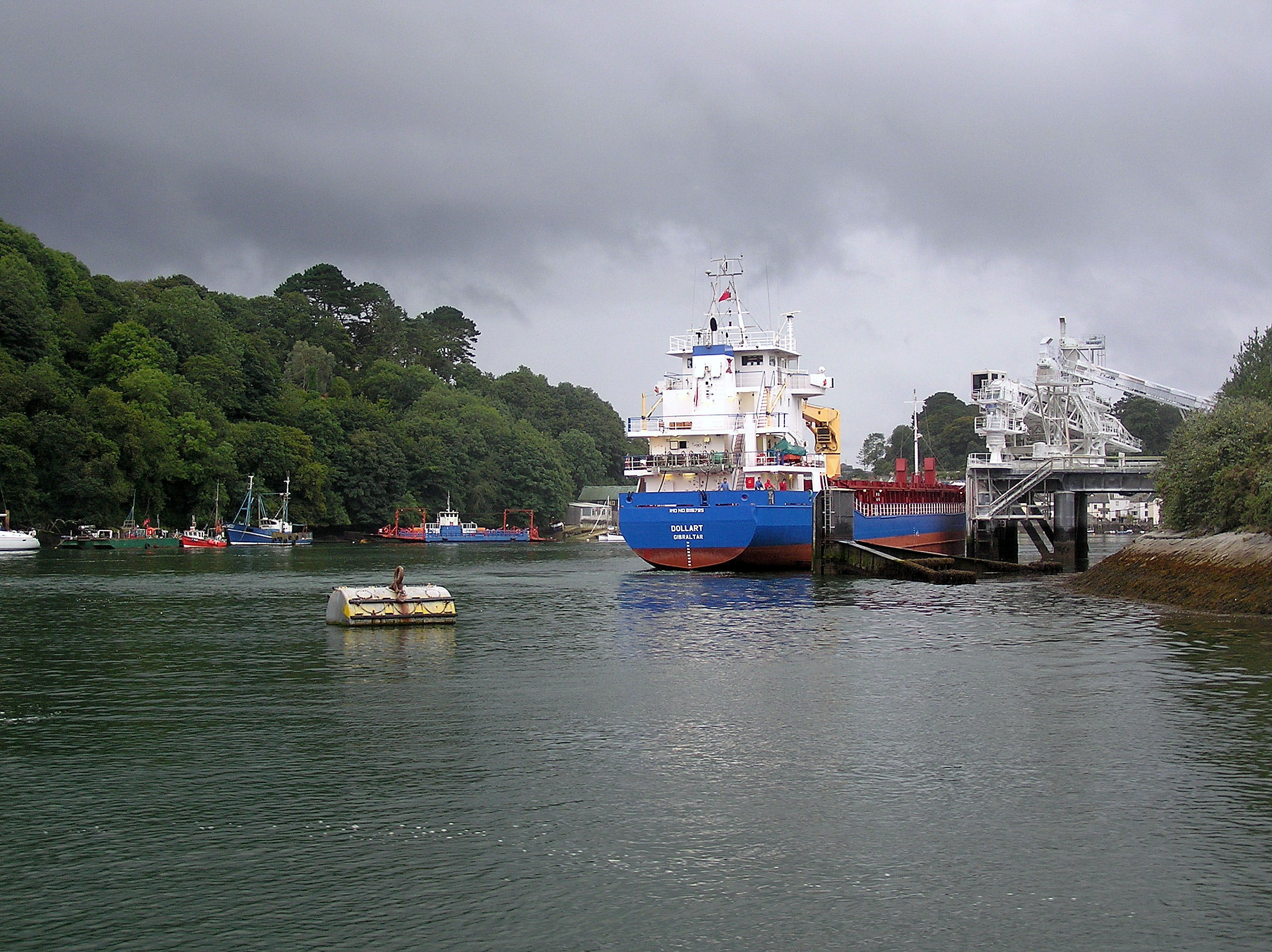
Une tonne dans le prolongement d'un quai de petite dimension

Une tonne (ou bouée tonne) est une bouée métallique de grandes dimensions en forme de cylindre couché. La tonne est reliée par une chaîne de gros diamètre à un corps-mort qui l'empêche de dériver. La tonne peut se déplacer sur un cercle d'évitage au gré du vent ou du courant selon la longueur de la chaîne.

## Utilisation
Les tonnes sont utilisées pour l'amarrage de grands navires ou pour diverses raisons telles que:
- Éviter un mouillage sur une rade lorsque l'accès à quai est impossible ou non désiré.
- Offrir un point d'amarrage dans un endroit où il n'existe aucun quai adapté (port, rivière).
- Maintenir un navire en position sans qu'il évite avec le vent ou le courant (amarré sur tonne à l'avant et à l'arrière, en rivière ou autre)

## Remarque
De manière courante en France, ce terme est également utilisé (de même que le terme "coffre") pour désigner les bouées cylindriques verticales destinées au même usage. 

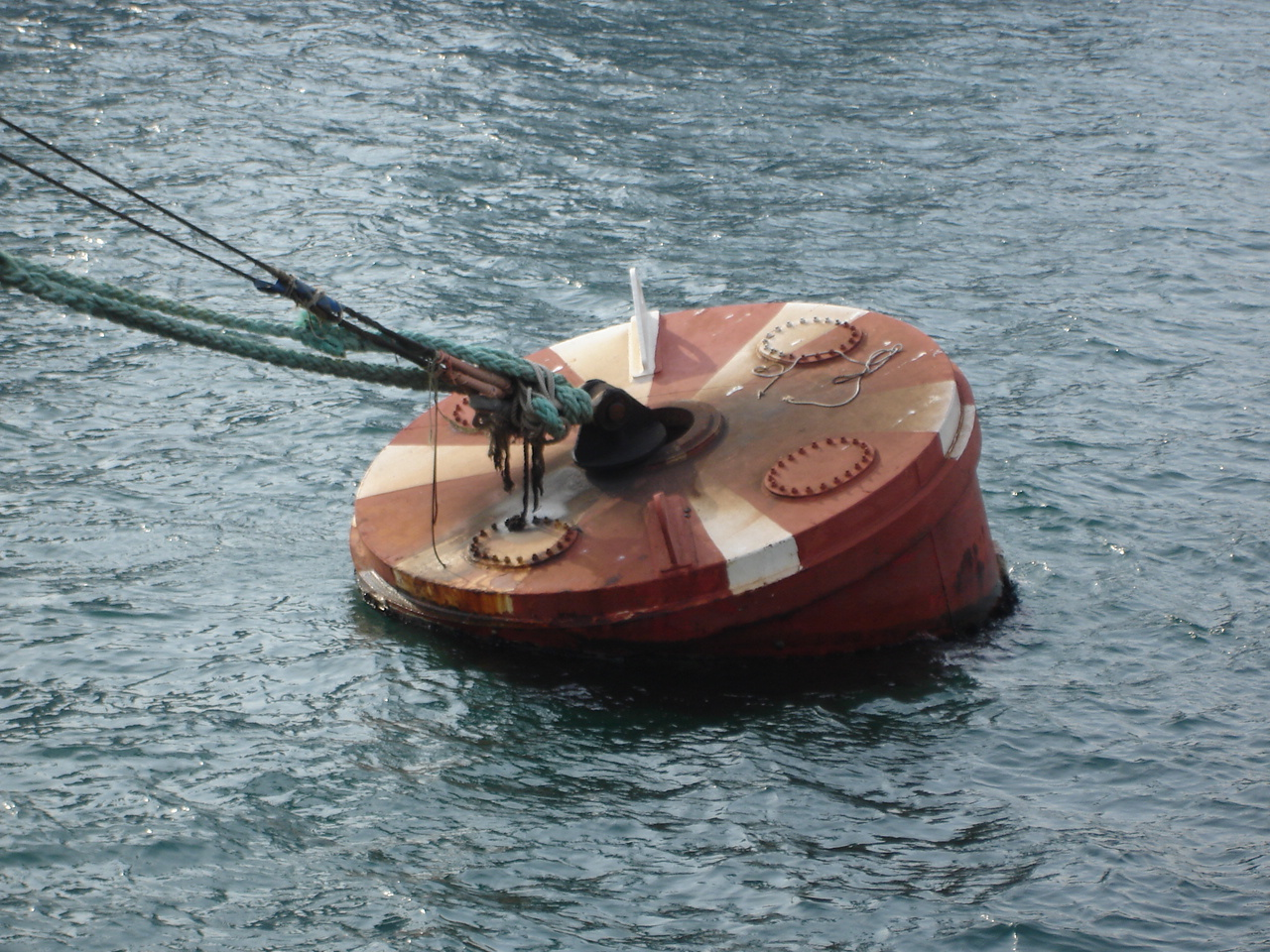
"Coffre"